# 1305
1305. је била проста година.

## Догађаји

### Август
- 23. август — У Лондону је обешен Вилијам Волас, вођа Шкота у борби против Енглеза.

## Смрти

### Април
- 5. април — Хуана I од Наваре, краљица Наваре и Француске
- 5. април — Руђер де Флор, вођа алмогавера

### Мај
- 21. јун — Вацлав II од Чешке, краљ Чешке и Пољске

### Август
- 23. август — Вилијам Валас, шкотски племић и борац за независност